# Лаурито, Мариса
Мариса Лаурито (итал. Marisa Laurito; род. 19 апреля 1951) — итальянская актриса, телеведущая и певица.

## Биография
Мариса Лаурито дебютировала на телевидении в очень молодом возрасте выходом на сцену в телеспектакле Эдуардо Де Филиппо. Она получила большую популярность после участия в вечерней передаче «Quelli della notte» и «Fantastico». В 1989 году выступила на песенном фестивале в Сан-Ремо с песней «Il babbà é una cosa seria», заняв 12-е место. Лаурито также является автором нескольких поваренных книг.